# Verein für Bewegungsspiele Stuttgart 1893 1975-1976
Questa voce raccoglie le informazioni riguardanti il Verein für Bewegungsspiele Stuttgart 1893 nelle competizioni ufficiali della stagione 1975-1976.

## Stagione
Nella stagione 1975-1976 il Stoccarda, allenato da István Sztáni e Karl Bögelein, concluse il campionato di 2. Bundesliga al 11º posto. In Coppa di Germania il Stoccarda fu eliminato al secondo turno dal Hertha Berlino.

## Rosa
| N. |                     | Ruolo | Calciatore        |
| -- | ------------------- | ----- | ----------------- |
|    | Svizzera (bandiera) | P     | René Deck         |
|    | Germania (bandiera) | P     | Klaus Funk        |
|    | Germania (bandiera) | P     | Helmut Roleder    |
|    | Germania (bandiera) | D     | Egon Coordes      |
|    | Germania (bandiera) | D     | Willi Entenmann   |
|    | Germania (bandiera) | D     | Karlheinz Förster |
|    | Germania (bandiera) | D     | Werner Gass       |
|    | Germania (bandiera) | D     | Manfred Günther   |
|    | Serbia (bandiera)   | D     | Dragan Holcer     |
|    | Germania (bandiera) | D     | Bernd Martin      |
|    | Germania (bandiera) | D     | Arno Schäfer      |
|    | Germania (bandiera) | D     | Manfred Weidmann  |
|    | Germania (bandiera) | C     | Helmut Dietterle  |

| N. |                     | Ruolo | Calciatore          |
| -- | ------------------- | ----- | ------------------- |
|    | Germania (bandiera) | C     | Markus Elmer        |
|    | Germania (bandiera) | C     | Erwin Hadewicz      |
|    | Germania (bandiera) | C     | Roland Mall         |
|    | Germania (bandiera) | C     | Hansi Müller        |
|    | Germania (bandiera) | C     | Bernd Schmider      |
|    | Germania (bandiera) | C     | Hans-Joachim Weller |
|    | Germania (bandiera) | C     | Gerhard Wörn        |
|    | Germania (bandiera) | A     | Harald Beck         |
|    | Germania (bandiera) | A     | Dieter Brenninger   |
|    | Germania (bandiera) | A     | Ottmar Hitzfeld     |
|    | Germania (bandiera) | A     | Dieter Hoeneß       |
|    | Germania (bandiera) | A     | Hermann Ohlicher    |

## Organigramma societario
Area tecnica
- Allenatore: Karl Bögelein
- Allenatore in seconda:
- Preparatore dei portieri:
- Preparatori atletici:

## Calciomercato

### Sessione estiva
| Acquisti | Acquisti          | Acquisti                    | Acquisti |
| R.       | Nome              | da                          | Modalità |
| -------- | ----------------- | --------------------------- | -------- |
| A        | Harald Beck       | Stoccarda (juniores)        |          |
| C        | Hansi Müller      | Stoccarda (juniores)        |          |
| C        | Gerhard Wörn      | Stoccarda (juniores)        |          |
| P        | René Deck         | PAOK                        |          |
| D        | Karlheinz Förster | Waldhof Mannheim (juniores) |          |
| P        | Klaus Funk        | Stoccarda II                |          |
| D        | Werner Gass       | Geislingen                  |          |
| A        | Ottmar Hitzfeld   | Basilea                     |          |
| A        | Dieter Hoeneß     | Aalen                       |          |
| D        | Dragan Holcer     | Hajduk Spalato              |          |
| C        | Roland Mall       | Heilbronn                   |          |
| C        | Bernd Schmider    | Offenburger                 |          |

| Cessioni | Cessioni          | Cessioni          | Cessioni |
| R.       | Nome              | a                 | Modalità |
| -------- | ----------------- | ----------------- | -------- |
| C        | Lorenz Hilkes     | Greuther Fürth    |          |
| A        | Klaus-Dieter Jank | Preußen Münster   |          |
| C        | Buffy Ettmayer    | Amburgo           |          |
| P        | Gerhard Heinze    | Duisburg          |          |
| C        | Eckehard Müller   | Kickers Stoccarda |          |
| C        | Georg Müllner     | Werder Brema      |          |
| A        | Heinz Stickel     | Kaiserslautern    |          |
| A        | Heinz Tochtermann | Monaco 1860       |          |
| D        | Reinhold Zech     | Saarbrücken       |          |

### Sessione invernale
| Acquisti | Acquisti | Acquisti | Acquisti |
| R.       | Nome     | da       | Modalità |
| -------- | -------- | -------- | -------- |

| Cessioni | Cessioni | Cessioni | Cessioni |
| R.       | Nome     | a        | Modalità |
| -------- | -------- | -------- | -------- |

## Risultati

### 2. Bundesliga

#### Girone di andata
| Arbitro: | Möckel |

|              |           |  |
| Hitzfeld 31’ | Marcatori |  |

| Arbitro: | Schröder |

|  |           |                         |
|  | Marcatori | 49’ Weller 84’ Hadewicz |

| Arbitro: | Dreher |

|                                            |           |  |
| Hadewicz 35’ Weller 77’ Stokowy 84’ (aut.) | Marcatori |  |

| Arbitro: | Kollmann |

|           |           |                                                                                     |
| Klein 28’ | Marcatori | 41’ (aut.) Kirch 43’, 63’ Hitzfeld 56’ (rig.) Weller 62’ Ohlicher 70’, 77’ Hadewicz |

| Arbitro: | Antz |

|              |           |              |
| Hitzfeld 57’ | Marcatori | 28’ Lubanski |

| Arbitro: | Scheffner |

|                             |           |              |
| Jörg 15’ Vöhringer 20’, 64’ | Marcatori | 54’ Hitzfeld |

| Arbitro: | Klauser |

|  |           |                |
|  | Marcatori | 23’, 87’ Klier |

| Arbitro: | Röder |

|                 |           |  |
| Heidenreich 66’ | Marcatori |  |

| Arbitro: | Walesch |

|                        |           |  |
| Weller 6’ Hitzfeld 72’ | Marcatori |  |

| Arbitro: | Quindeau |

|                        |           |  |
| Holoch 45’ Schroff 86’ | Marcatori |  |

| Arbitro: | Riegg |

|                           |           |                        |
| Hoeneß 36’ Brenninger 54’ | Marcatori | 60’ Spohr 76’ Granitza |

| Arbitro: | Dellwing |

|            |           |  |
| Diener 12’ | Marcatori |  |

| Arbitro: | Ermer |

|                         |           |  |
| Ohlicher 53’ Hoeneß 86’ | Marcatori |  |

| Arbitro: | Schumann |

|                       |           |                                  |
| Drexler 3’ Künkel 21’ | Marcatori | 28’ Hoeneß 81’ Ohlicher 84’ Gass |

| Arbitro: | Scheffner |

|                 |           |  |
| Weller 37’, 86’ | Marcatori |  |

| Arbitro: | Biwersi |

|  |           |                                           |
|  | Marcatori | 56’, 58’ Ohlicher 59’ Hitzfeld 87’ Martin |

| Arbitro: | Walther |

|                                     |           |                    |
| Hitzfeld 35’, 59’, 75’ Ohlicher 65’ | Marcatori | 69’ (aut.) Coordes |

| Arbitro: | Wohlfarth |

|                      |           |  |
| Meininger 71’ (rig.) | Marcatori |  |

| Arbitro: | Stegner |

|  |           |          |
|  | Marcatori | 40’ Zapf |

#### Girone di ritorno
| Arbitro: | Quindeau |

|                                           |           |  |
| Magath 25’ Schmidt 53’, 84’ Semlitsch 80’ | Marcatori |  |

| Arbitro: | Frickel |

|                                                     |           |                                             |
| Martin 20’ Weller 26’, 40’ (rig.), 88’ Schmider 53’ | Marcatori | 16’ Erhart 18’ (rig.) Beichle 44’ Weinkauff |

| Arbitro: | Schmoock |

|          |           |            |
| Ruhs 45’ | Marcatori | 39’ Martin |

| Arbitro: | Ross |

|                                       |           |             |
| Stahl 5’ (aut.) Hoeneß 20’ Martin 64’ | Marcatori | 44’ Metzler |

| Arbitro: | Dreher |

|                                       |           |  |
| Nielsen 15’ Hartwig 43’ Haunstein 66’ | Marcatori |  |

| Arbitro: | Hellwig |

|  |           |              |
|  | Marcatori | 75’ Hoffmann |

| Arbitro: | Schumann |

|                                          |           |                   |
| Ritz 45’ Hohenwarter 52’, 68’ Nickel 77’ | Marcatori | 16’, 85’ Ohlicher |

| Arbitro: | Röder |

|              |           |          |
| Ohlicher 54’ | Marcatori | 64’ Horn |

| Arbitro: | Kammann |

|                       |           |  |
| Hofmann 25’, 27’, 41’ | Marcatori |  |

| Arbitro: | Frickel |

|                                                               |           |  |
| Hoeneß 13’ Weidmann 14’ Müller 43’ Dietterle 76’ Ohlicher 85’ | Marcatori |  |

| Arbitro: | Kollmann |

|                                                   |           |                              |
| Martin 32’ Granitza 34’, 83’ Schauß 54’ Spohr 77’ | Marcatori | 22’, 75’ Ohlicher 69’ Hoeneß |

| Arbitro: | Walther |

|  |           |                       |
|  | Marcatori | 37’ Petersen 87’ Lenz |

| Arbitro: | Möckel |

|                   |           |  |
| Sebert 75’ (rig.) | Marcatori |  |

| Arbitro: | Fleischer |

|                                 |           |                                         |
| Dietterle 65’ Weller 74’ (rig.) | Marcatori | 33’ Wagner 34’ Metz 72’ (rig.) Bechtold |

| Arbitro: | Kettenbach |

|                       |           |                            |
| Raubold 23’ Ammon 89’ | Marcatori | 35’, 47’ Ohlicher 87’ Wörn |

| Arbitro: | Walesch |

|                            |           |                           |
| Dietterle 54’ Hitzfeld 55’ | Marcatori | 15’, 78’ Hipp 74’ Eippert |

| Arbitro: | Biwersi |

|        |           |                       |
| May 7’ | Marcatori | 82’ Müller 87’ Weller |

| Arbitro: | Schmoock |

|  |           |             |
|  | Marcatori | 24’ Nüssing |

| Arbitro: | Eichhorn |

|                                |           |                                                    |
| Werner 2’ Zapf 53’ Feulner 65’ | Marcatori | 61’ Dietterle 66’ Ohlicher 70’ Müller 79’ Schmider |

### Coppa di Germania
| Arbitro: | Picker |

|                |           |                                                                                               |
| Manecke 7’, 9’ | Marcatori | 30’ Entenmann 33’ Holcer 38’ Weller 39’, 40’ Ohlicher 45’, 78’ Hitzfeld 71’ Martin 90’ Hilkes |

| Arbitro: | Lüling |

|                                 |           |                             |
| Beer 71’ Horr 72’, 75’ Grau 83’ | Marcatori | 61’ Brenninger 76’ Ohlicher |

## Statistiche

### Statistiche di squadra
| Competizione      | Punti | In casa | In casa | In casa | In casa | In casa | In casa | In trasferta | In trasferta | In trasferta | In trasferta | In trasferta | In trasferta | Totale | Totale | Totale | Totale | Totale | Totale | DR  |
| Competizione      | Punti | G       | V       | N       | P       | Gf      | Gs      | G            | V            | N            | P            | Gf           | Gs           | G      | V      | N      | P      | Gf     | Gs     | DR  |
| ----------------- | ----- | ------- | ------- | ------- | ------- | ------- | ------- | ------------ | ------------ | ------------ | ------------ | ------------ | ------------ | ------ | ------ | ------ | ------ | ------ | ------ | --- |
| 2. Bundesliga     | 36    | 19      | 9       | 3       | 7       | 35      | 22      | 19           | 7            | 1            | 11           | 32           | 38           | 38     | 16     | 4      | 18     | 67     | 60     | +7  |
| Coppa di Germania | -     | 0       | 0       | 0       | 0       | 0       | 0       | 2            | 1            | 0            | 1            | 11           | 6            | 2      | 1      | 0      | 1      | 11     | 6      | +5  |
| Totale            | 36    | 19      | 9       | 3       | 7       | 35      | 22      | 21           | 8            | 1            | 12           | 43           | 44           | 40     | 17     | 4      | 19     | 78     | 66     | +12 |

### Andamento in campionato
| Giornata  | 1 | 2 | 3 | 4 | 5 | 6 | 7 | 8 | 9 | 10 | 11 | 12 | 13 | 14 | 15 | 16 | 17 | 18 | 19 | 20 | 21 | 22 | 23 | 24 | 25 | 26 | 27 | 28 | 29 | 30 | 31 | 32 | 33 | 34 | 35 | 36 | 37 | 38 |
| --------- | - | - | - | - | - | - | - | - | - | -- | -- | -- | -- | -- | -- | -- | -- | -- | -- | -- | -- | -- | -- | -- | -- | -- | -- | -- | -- | -- | -- | -- | -- | -- | -- | -- | -- | -- |
| Luogo     | C | T | C | T | C | T | C | T | C | T  | C  | T  | C  | T  | C  | T  | C  | T  | C  | T  | C  | T  | C  | T  | C  | T  | C  | T  | C  | T  | C  | T  | C  | T  | C  | T  | C  | T  |
| Risultato | V | V | V | V | N | P | P | P | V | P  | N  | P  | V  | V  | V  | V  | V  | P  | P  | P  | V  | N  | V  | P  | P  | P  | N  | P  | V  | P  | P  | P  | P  | V  | P  | V  | P  | V  |
| Posizione | 6 | 3 | 1 | 1 | 1 | 2 | 4 | 6 | 4 | 6  | 7  | 8  | 7  | 6  | 6  | 6  | 3  | 6  | 6  | 6  | 6  | 7  | 6  | 6  | 6  | 7  | 7  | 9  | 7  | 10 | 12 | 12 | 12 | 12 | 12 | 11 | 13 | 11 |

Legenda:

Luogo: C = Casa; T = Trasferta. Risultato: V = Vittoria; N = Pareggio; P = Sconfitta.

### Statistiche dei giocatori
| Giocatore     | 2. Bundesliga | 2. Bundesliga | 2. Bundesliga | 2. Bundesliga | Coppa di Germania | Coppa di Germania | Coppa di Germania | Coppa di Germania | Totale   | Totale | Totale      | Totale     |
| Giocatore     | Presenze      | Reti          | Ammonizioni   | Espulsioni    | Presenze          | Reti              | Ammonizioni       | Espulsioni        | Presenze | Reti   | Ammonizioni | Espulsioni |
| ------------- | ------------- | ------------- | ------------- | ------------- | ----------------- | ----------------- | ----------------- | ----------------- | -------- | ------ | ----------- | ---------- |
| H. Beck       | 1             | 0             | 0             | 0             | 0                 | 0                 | 0                 | 0                 | 1        | 0      | 0           | 0          |
| D. Brenninger | 18            | 1             | 2             | 0             | 2                 | 1                 | 0                 | 0                 | 20       | 2      | 2           | 0          |
| E. Coordes    | 20            | 0             | 3             | 0             | 1                 | 0                 | 0                 | 0                 | 21       | 0      | 3           | 0          |
| R. Deck       | 5             | 0             | 1             | 0             | 1                 | 0                 | 0                 | 0                 | 6        | 0      | 1           | 0          |
| H. Dietterle  | 10            | 4             | 1             | 0             | 0                 | 0                 | 0                 | 0                 | 10       | 4      | 1           | 0          |
| M. Elmer      | 19            | 0             | 2             | 0             | 0                 | 0                 | 0                 | 0                 | 19       | 0      | 2           | 0          |
| W. Entenmann  | 8             | 0             | 0             | 0             | 1                 | 1                 | 0                 | 0                 | 9        | 1      | 0           | 0          |
| K. Funk       | 3             | 0             | 0             | 0             | 0                 | 0                 | 0                 | 0                 | 3        | 0      | 0           | 0          |
| K. Förster    | 5             | 0             | 2             | 0             | 0                 | 0                 | 0                 | 0                 | 5        | 0      | 2           | 0          |
| W. Gass       | 23            | 1             | 1             | 0             | 1                 | 0                 | 0                 | 0                 | 24       | 1      | 1           | 0          |
| M. Günther    | 4             | 0             | 0             | 0             | 0                 | 0                 | 0                 | 0                 | 4        | 0      | 0           | 0          |
| E. Hadewicz   | 21            | 4             | 2             | 0             | 1                 | 0                 | 0                 | 0                 | 22       | 4      | 2           | 0          |
| L. Hilkes     | 4             | 0             | 1             | 0             | 1                 | 1                 | 0                 | 0                 | 5        | 1      | 1           | 0          |
| O. Hitzfeld   | 21            | 11            | 1             | 0             | 1                 | 2                 | 0                 | 0                 | 22       | 13     | 1           | 0          |
| D. Hoeneß     | 18            | 6             | 0             | 0             | 1                 | 0                 | 0                 | 0                 | 19       | 6      | 0           | 0          |
| D. Holcer     | 35            | 0             | 6             | 0             | 2                 | 1                 | 0                 | 0                 | 37       | 1      | 6           | 0          |
| K. Jank       | 4             | 0             | 0             | 0             | 0                 | 0                 | 0                 | 0                 | 4        | 0      | 0           | 0          |
| R. Mall       | 7             | 0             | 0             | 0             | 1                 | 0                 | 0                 | 0                 | 8        | 0      | 0           | 0          |
| B. Martin     | 33            | 4             | 3             | 0             | 2                 | 1                 | 1                 | 0                 | 35       | 5      | 4           | 0          |
| H. Müller     | 12            | 3             | 1             | 0             | 0                 | 0                 | 0                 | 0                 | 12       | 3      | 1           | 0          |
| H. Ohlicher   | 35            | 15            | 2             | 0             | 2                 | 3                 | 0                 | 0                 | 37       | 18     | 2           | 0          |
| H. Roleder    | 30            | 0             | 1             | 0             | 1                 | 0                 | 0                 | 0                 | 31       | 0      | 1           | 0          |
| B. Schmider   | 25            | 2             | 0             | 0             | 0                 | 0                 | 0                 | 0                 | 25       | 2      | 0           | 0          |
| A. Schäfer    | 25            | 0             | 5             | 0             | 2                 | 0                 | 0                 | 0                 | 27       | 0      | 5           | 0          |
| M. Weidmann   | 34            | 1             | 2             | 0             | 2                 | 0                 | 0                 | 0                 | 36       | 1      | 2           | 0          |
| H. Weller     | 37            | 11            | 4             | 0             | 2                 | 1                 | 0                 | 0                 | 39       | 12     | 4           | 0          |
| G. Wörn       | 22            | 1             | 2             | 0             | 0                 | 0                 | 0                 | 0                 | 22       | 1      | 2           | 0          |